# Palazzolo dello Stella
Palazzolo dello Stella là một đô thị ở tỉnh Udine trong vùng Friuli-Venezia Giulia thuộc Ý, có cự ly khoảng 60 km về phía tây bắc của Trieste và khoảng 30 km về phía tây nam của Udine. Tại thời điểm ngày 31 tháng 12 năm 2004, đô thị này có dân số 3.072 người và diện tích là 34,4 km².
Đô thị Palazzolo dello Stella có các frazioni (đơn vị cấp dưới, chủ yếu là các làng) Modeano, Piancada, và Polesan.
Palazzolo dello Stella giáp các đô thị: Latisana, Marano Lagunare, Muzzana del Turgnano, Pocenia, Precenicco, Ronchis, Teor.